# T
T je enaindvajseta črka slovenske abecede.

## Pomen
- v biokemiji je T enočrkovna oznaka za aminokislino treonin
- v računalništvu je T tera - 101000
- v mednarodnem sistemu enot
  - t je simbol za čas z osnovno enoto SI sekunda,
  - t je simbol za tono (1000 kg)
  - T je simbol za temperaturo z osnovno enoto SI kelvin,